# Annie Jump Cannon
Annie Jump Cannon (Dover, 11 dicembre 1863 – Cambridge, 13 aprile 1941) è stata un'astronoma statunitense il cui lavoro di catalogazione fu utile nello sviluppo dell'attuale classificazione stellare.
Fu Annie Jump Cannon che propose di classificare le stelle in base all'intensità del loro spettro. Era figlia dell'armatore e senatore Wilson Lee Cannon e della sua seconda moglie, Mary Elizabeth Jump. 

## Biografia

### Formazione

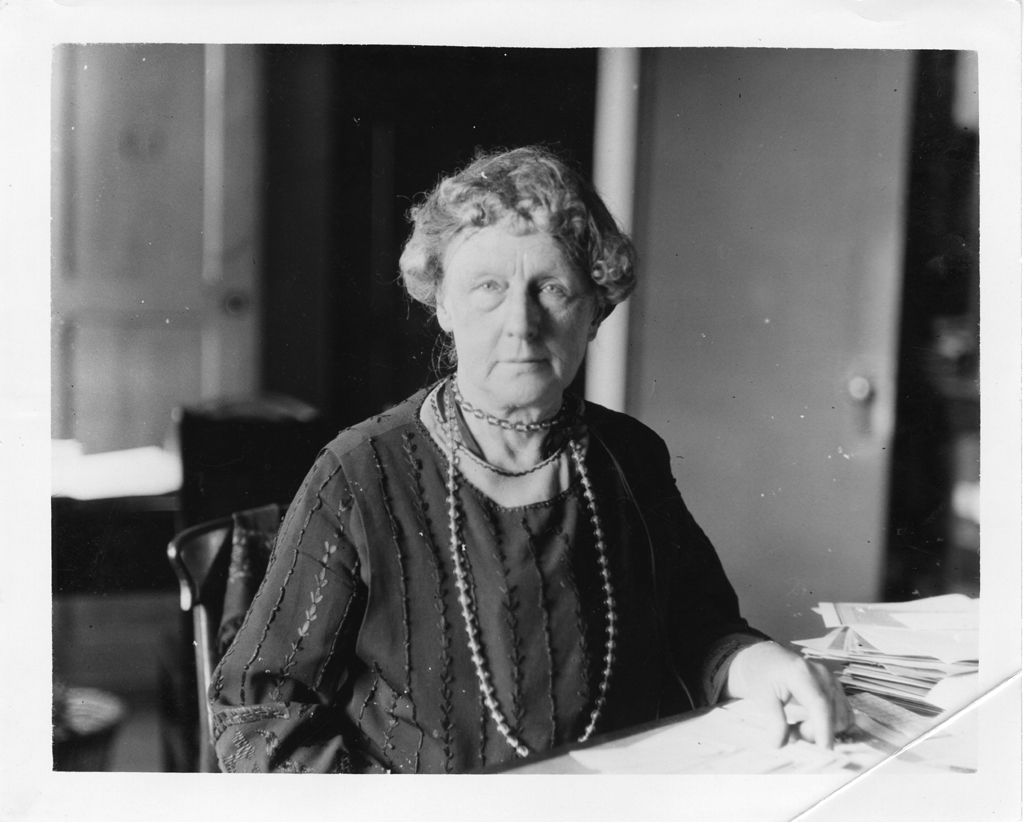
Annie Jump Cannon nel suo studio

Già durante i suoi studi, Annie Jump Cannon spiccò per le sue capacità, soprattutto nel campo della matematica. Nel 1880 giunse nell'Università di Wellesley, nel Massachusetts, una delle università per donne migliori degli Stati Uniti. Il clima rigido della zona la portò ad ammalarsi molto spesso durante la sua permanenza. Contrasse anche la scarlattina, che la rese quasi totalmente sorda. 
Nel 1886 si laureò in fisica e tornò a casa. Ma in quel periodo le prospettive di carriera disponibili per le donne erano molto limitate. Inoltre la perdita quasi totale delle capacità uditive le aveva reso ancor più ardua la socializzazione. Nel 1892 fece un viaggio in Europa per fotografare un'eclissi solare, e quando tornò la sua situazione era leggermente migliorata.
Nel 1893 sua madre morì e la situazione familiare peggiorò notevolmente. Decise, perciò, di scrivere a Sarah Frances Whiting, sua insegnante di fisica ed astronomia all'università di Wellesley per chiederle se c'era qualche impiego disponibile. La Whiting la assunse come assistente, permettendole così anche di seguire i corsi all'università. In questo periodo la Wellesley iniziò a offrire dei corsi di astronomia, che diventeranno in seguito la maggiore attrattiva di questa università. In questo periodo la Whiting avvicinò la sua assistente all'interesse per la spettroscopia.
Per ottenere l'accesso ad un telescopio migliore, si trasferì all'Università Harvard e, nel 1896, fu assunta come assistente di Edward C. Pickering all'osservatorio di Harvard.

### Attività scientifica
Annie Cannon diede un contributo molto importante all'astronomia innanzitutto con la compilazione del catalogo Henry Draper (o catalogo HD), un enorme catalogo stellare con dati astrometrici e spettroscopici di oltre 225.000 stelle. Scoprì inoltre molte variabili e cinque novae.

## Premi e riconoscimenti
- Nel 1925 l'Università di Oxford le assegnò il dottorato onorario; la Cannon è stata la prima donna a ricevere tale onore
- Nel 1929 la League of Women Voters elencò tra le 12 più grandi donne americane viventi
- Nel 1931 vinse la Henry Draper Medal, assegnata dalla National Academy of Science
- Nel 1932 vinse l'Ellen Richards Prize, premio annuale creato nel 1913 dalla American Association of University Women per la donna che aveva dato il massimo contributo scientifico.[4]
- Fu la prima donna eletta dirigente della American Astronomical Society
- Il cratere lunare Cannon è chiamato così in suo onore
- Le è stato dedicato un asteroide, 1120 Cannonia.